# Dolma Yangchen
Pour les articles homonymes, voir Dolma (prénom tibétain).
Dolma Yangchen (tibétain : སྒྲོལ་མ་དབྱངས་ཅན, Wylie : sgrol ma dbyangs can, née en 1959 au Tibet) est la présidente de  l’Association des femmes tibétaines en exil (TWA).

## Biographie
Dolma Yangchen a étudié à l'université de Bangalore avant de commencer à faire du bénévolat pour MYRADA, une organisation non gouvernementale qui travaille à améliorer la vie des populations rurales du sud de l'Inde. Plus tard, elle a accepté un emploi au sein de l'organisation plutôt qu'un emploi plus lucratif qui lui a été proposé dans une banque. Avec MYRADA, Yangchen a travaillé pour établir des groupes d'entraide de femmes dans les villages. Elle s'est mariée en 1983 et a quitté l'organisation en 1986 pour travailler avec son mari. En 1995, elle a pris un emploi dans la colonie tibétaine de Lugsung Samdupling, où elle restera jusqu'en 2009. Yangchen était principalement impliquée dans l'amélioration des perspectives agricoles de la colonie et a dirigé un projet d'irrigation qui a permis pour la première fois la culture de bananes, de piments et de gingembre. Elle a également donné des cours du soir aux enfants de la région. Yangchen est membre de l'Association des femmes tibétaines en exil (TWA) depuis 2001, dirigeant sa section régionale pendant six ans et membre de son exécutif central pendant trois ans. Elle a été élue présidente de la TWA en mai 2015.